# (52747) 1998 HM151
(52747) 1998 HM151, também escrito como (52747) 1998 HM151, é um objeto transnetuniano que foi descoberto no dia 29 de abril de 1998, no Observatório de Mauna Kea, Havaí, o mesmo é classificado como um cubewano.

## Características
(52747) 1998 HM151 tem uma magnitude absoluta (H) de 7.9 e possui um diâmetro com cerca de 116 km.

## Órbita
A órbita de (52747) 1998 HM151 tem um semieixo maior de 44,309 UA e um período orbital de cerca de 295 anos. O mesmo tem periélio (maior aproximação do Sol) de 41,902 UA e um afélio (período mais distante do Sol) de 47.500 UA.